# Hans Stark (Politiker)
Hans Stark (* 2. September 1950 in Saal an der Donau, Landkreis Kelheim) ist ein deutscher Handwerker und Verbandsfunktionär.
Stark besuchte die Volksschule in Saal an der Donau und die Mittelschule in Regensburg. 1967 begann er die Lehre zum Schreiner im Betrieb seiner Eltern, 1969 legte er die Gesellenprüfung ab. Daraufhin studierte er das Fach der Holztechnik an der Staatlichen Technikerschule in Rosenheim und war als Betriebsleiter in verschiedenen Betrieben aktiv. Er bestand die Meisterprüfung als Schreiner und übernahm daraufhin den elterlichen Betrieb.
Von 1986 bis 1991 war er Vorsitzender der Jungen Unternehmer in Niederbayern und der Oberpfalz. 1989 wurde er Mitglied der Vollversammlung, 1994 bis 2014 Präsident der Handwerkskammer Niederbayern-Oberpfalz. Er war von 2000 Präsidiumsmitglied und von 2002 bis 2014 Vizepräsident des Bayerischen Handwerkstags und von 2005 bis 2014 Mitglied im Europaausschuss des Zentralverbands des Deutschen Handwerks.
Bei der Innung Holz und Kunststoff in Kelheim war er Obermeister und gehörte dem Vorstand an, außerdem gehörte er dem Landesvorstand des Fachverbands Holz und Kunststoff, dem Vorstand der AOK Kelheim, dem Wirtschaftsbeirat des Landkreises Kelheim, dem Verwaltungsausschuss des Arbeitsamts Regensburg, dem Aufsichtsrat der Gesellschaft für Handwerksmessen in München, dem Aufsichtsrat bei der Versicherung Münchener Verein, dem Vorstand des Roten Kreuzes im Landkreis Kelheim und von 1998 bis 1999 dem Bayerischen Senat an. Er war von 1978 bis 2014  Gemeinderat in Saal a. d. Donau und 2002 bis 2008 Kreisrat des Landkreises Kelheim.
Er wurde 2014 zum Ehrenpräsidenten der Handwerkskammer Niederbayern-Oberpfalz gewählt und ist Vorsitzender des Gewerberats der Handwerkskammer.

## Auszeichnungen
- 1995 Bayerischer Staatspreis für besondere gestalterische Leistungen im Handwerk
- 2004 Bundesverdienstkreuz am Bande
- 2004 Deutsches Handwerkszeichen in Gold
- 2007 Staatsmedaille für besondere Verdienste um die bayerische Wirtschaft
- 2010 Goldener Meisterbrief
- 2012 Bayerischer Verdienstorden
- 2014 Ehrenring der Handwerkskammer Niederbayern-Oberpfalz